# Polarisationsformel
In der linearen Algebra wird durch eine Polarisationsformel eine symmetrische Bilinearform beziehungsweise eine Sesquilinearform mithilfe ihrer zugehörigen quadratischen Form dargestellt.
Ein wichtiger Anwendungsfall ist die Darstellung des Skalarproduktes eines Innenproduktraumes durch die zugehörige induzierte Norm {\displaystyle \|v\|={\sqrt {\langle v,\,v\rangle }}}. Umgekehrt kann man fragen, ob eine gegebene Norm durch ein Skalarprodukt induziert wird. Dies ist genau dann der Fall, wenn die Norm die Parallelogrammgleichung erfüllt, das Skalarprodukt kann dann mittels Polarisation aus dem Quadrat der Norm bestimmt werden.

## Der reelle Fall (symmetrische Bilinearform)
Es seien {\displaystyle V} ein Vektorraum über dem Körper {\displaystyle \mathbb {R} } und {\displaystyle \alpha \colon V\times V\to \mathbb {R} } eine symmetrische Bilinearform, d. h.
{\displaystyle {\begin{aligned}\alpha (v_{1}+v_{2},w)&=\alpha (v_{1},w)+\alpha (v_{2},w)\\\alpha (c\cdot v,w)&=c\cdot \alpha (v,w){\text{ und }}\\\alpha (v,w)&=\alpha (w,v)\end{aligned}}}
für alle {\displaystyle v,v_{1},v_{2},w\in V}, {\displaystyle c\in \mathbb {R} }.
Ihre zugehörige quadratische Form {\displaystyle q\colon V\to \mathbb {R} } wird dann definiert durch
{\displaystyle q(v):=\alpha (v,v),\;v\in V.}
Umgekehrt wird die symmetrische Bilinearform {\displaystyle \alpha } durch ihre quadratische Form eindeutig bestimmt. Dies drückt die Polarisationsformel aus: Es gilt
{\displaystyle {\begin{aligned}\alpha (v,w)&={\frac {1}{2}}\left(q(v+w)-q(v)-q(w)\right),\quad v,w\in V\\&={\frac {1}{2}}\left(q(v)+q(w)-q(v-w)\right),\quad v,w\in V\\&={\frac {1}{4}}\left(q(v+w)-q(v-w)\right),\quad v,w\in V.\end{aligned}}}
Dass dies nicht für beliebige (also auch nicht symmetrische) Bilinearformen gilt, zeigt das folgende Beispiel. Mit Hilfe der Matrizen
{\displaystyle A:={\begin{pmatrix}1&1\\-1&1\end{pmatrix}}\quad {\text{und}}\quad B:={\begin{pmatrix}1&0\\0&1\end{pmatrix}}}
seien die Bilinearformen {\displaystyle \alpha ,\beta \colon \mathbb {R} ^{2}\times \mathbb {R} ^{2}\to \mathbb {R} } gegeben durch
{\displaystyle \alpha (v,w):=v^{T}Aw\quad {\text{und}}\quad \beta (v,w):=v^{T}Bw,\quad v,w\in \mathbb {R} ^{2}.}
Dann sind {\displaystyle \alpha } und {\displaystyle \beta } verschieden, definieren aber dieselbe quadratische Form.

## Der komplexe Fall (Sesquilinearform)
Es seien {\displaystyle V} ein Vektorraum über dem Körper {\displaystyle \mathbb {C} } und {\displaystyle \alpha \colon V\times V\to \mathbb {C} } eine (nicht notwendigerweise hermitesche) Sesquilinearform. Ihre zugehörige quadratische Form {\displaystyle q\colon V\to \mathbb {C} } wird wie im reellen Fall definiert durch
{\displaystyle q(v):=\alpha (v,v),\;v\in V.}
Auch eine Sesquilinearform ist durch ihre quadratische Form eindeutig bestimmt. Für Sesquilinearformen lautet die Polarisationsformel:
{\displaystyle \alpha (v,w)={\frac {1}{4}}\left(q(v+w)-q(v-w)\right)-{\frac {i}{4}}\left(q(v+iw)-q(v-iw)\right),\quad v,w\in V,}
falls {\displaystyle \alpha } im ersten Argument semilinear ist und
{\displaystyle \alpha (v,w)={\frac {1}{4}}\left(q(v+w)-q(v-w)\right)+{\frac {i}{4}}\left(q(v+iw)-q(v-iw)\right),\quad v,w\in V,}
falls {\displaystyle \alpha } im zweiten Argument semilinear ist.